# Seychellia wiljoi
Seychellia wiljoi is een spinnensoort in de taxonomische indeling van de Telemidae.
Het dier behoort tot het geslacht Seychellia. De wetenschappelijke naam van de soort werd voor het eerst geldig gepubliceerd in 1978 door Michael Saaristo.